# Fluorid rtutičitý
Fluorid rtutičitý, HgF4, je první popsaná sloučenina obsahující rtuť v oxidačním čísle +4. Rtuť má, podobně jako ostatní prvky 12. skupiny (kadmium a zinek), elektronovou konfiguraci d10s2 a do vazeb obvykle zapojuje pouze orbital 6s; nejvyšší běžné oxidační číslo rtuti je tak +2, a z tohoto důvodu bývá mnohdy řazena mezi postpřechodné kovy namísto přechodných. HgF4 byl poprvé popsán v experimentech z roku 2007, ale jeho existence je sporná; experimenty provedené roku 2008 nedokázaly tuto sloučeninu zachytit znovu.

## Historie
Myšlenky o možných vyšších oxidačních číslech rtuti se objevovaly od 70. let 20. století, a teoretické výpočty v 90. letech ukázaly, že by látka v plynném skupenství měla být stálá, se čtvercově rovinnou geometrií (odpovídající konfiguraci d8). Experimentální důkazy byly ale získány až v roce 2007, kdy byl HgF4 připraven s využitím matricové izolace v pevném neonu a argonu za teploty 4 K. Identifikace sloučeniny byla provedena pomocí infračervené spektroskopie.
Výpočty na základě teorie funkcionálu hustoty bylo zjištěno, že orbitaly d se na vazbách podílí a rtuť by tak měla být řazena k přechodným kovům (ke kterým se kovy 12. skupiny někdy nezapočítávají, protože nevytváří vyšší oxidační čísla než +2). William B. Jensen ale poukázal na skutečnost, že HgF4 existuje pouze za nerovnovážných podmínek a měl by být považován za výjimku.

## Vysvětlení
Teoretické studie naznačují, že by rtuť na rozdíl od lehčích prvků 12. skupiny, zinku a kadmia, mohla v důsledku relativistických efektů dosahovat oxidačního čísla +4 a vytvářet tak molekulu se čtyřmi fluoridovými anionty, Odpovídající sloučeniny zinku a kadmia, u kterých jsou relativistické efekty slabší, jsou nestálé a rychle se rozkládají na fluor, F2, a fluorid dvojmocného kovu. Podle předpovědí by měl být odpovídající fluorid dalšího prvku 12. skupiny, kopernicia (CnF4), ještě stálejší.
Novější studie označily existenci HgF4 i CnF4 za nepravděpodobnou.

## Příprava a vlastnosti
HgF4 se připravuje reakcí rtuti a fluoru:
Hg + 2 F2 → HgF4
Látka je stabilní pouze při matricové izolaci za teploty 4 K; zahřátím nebo při vzájemném kontaktu molekul HgF4 se rozkládá na HgF2 a F2:
HgF4 → HgF2 + F2
HgF4 by měl být diamagnetický. Atom rtuti má elektronovou konfiguraci 6s25d86p6, čímž dodržuje oktetové pravidlo, ale ne pravidlo 18 elektronů. Molekula je izoelektronická s tetrafluorzlatitanovým aniontem, AuF -
4 .